# Musée Ingres
Muzej Musée Ingres stoji v Montaubanu v Franciji. V njem je zbirka umetnin in artefaktov, povezanih z Jean Auguste Dominique Ingresom in deli drugega znanega domačina iz Montaubana, Antoina Bourdella.
Leta 1851 je Ingres, star 71 let, dal del svoje zbirke, vključno s kopijami, delom učencev in grškimi vazami, kot darilo svojemu rojstnemu mestu. Ingresova soba je bila odprta leta 1854. Njegova smrt januarja 1867 je zbirko precej obogatila z dodatnimi deli, zlasti z več tisoč risbami.
Muzej je v stavni, ki je nekoč služila kot rezidenca škofov v Montaubanu. Struktura v glavnem pripada 17. stoletju, nekateri deli pa so precej starejši, predvsem podzemna komora, imenovana Dvorana Črnega princa (Salle du Prince Noir). Med drugo svetovno vojno je Musée Ingres služil kot začasno skladišče evakuiranih slik iz Louvra. 

## Zgodovina
Medtem ko je bil Montauban med stoletno vojno v rokah Angležev, se je valižanski princ Édouard Plantagenêt odločil zgraditi grad. Poimenovani Črni princ je svoje ime prepustil spodnjem delu muzeja: sobi Črnega princa. Protestantsko mesto so med verskimi vojnami hugenoti utrdili dodatno. Potem, ko je Richelieu prevzel mesto, so utrdbe porušili in porušili tudi grad. Mesto je postalo prazno.
Kmalu zatem se je škof Pierre de Bertier odločil zgraditi  škofovsko palačo v klasičnem slogu na razvalinah nekdanjega gradu Črnega princa. Stavba je dobila končno obliko s srednjeveško sobo Črnega princa v spodnjem delu in palačo klasičnega sloga v zgornjem delu, vse v opeki, edinim materialom, ki je bil na voljo v mestu Montauban. Gradnja škofovske palače je potekala skupaj z gradnjo nove stolnice v želji trajno ponovno vzpostaviti katolištvo v tem starodavnem protestantskem mestu..
Po revoluciji in zaplembi škofovske palače s strani revolucionarjev je postala mestna hiša, nato pa je bila konec 19. stoletja dodeljena muzeju. Jean Auguste Dominique Ingres je leta 1851 mestu podaril del svoje zbirke, kopije, dela učencev, grških vaz. Sala Ingres je bil odprta leta 1854. Ingresova smrt 14. januarja 1867 je obogatila muzej, sestavljen s slikarjevo delavnico, predvsem več tisoč risbami.
Škofovska palača je bila z uredbo z dne 11. marca 1910 uvrščena med zgodovinske spomenike.
Med pripravo druge svetovne vojne je bilo veliko del iz Louvra tu skrito. Tako je muzej Ingres služil kot skrivališče za sliko Mona Liza in veliko število drugih del.
Zaradi večje prenove, ki je bila izvedena med letoma 1951 in 1958, je Musée Ingres po takratnih pojmovanjih postal sodoben muzej. 

### Musée Ingres-Bourdelle
Razširjen, moderniziran in digitaliziran je muzej zdaj razporejen na 2700 m2 z novimi prostori, izboljšano dostopnostjo, novo muzeografijo, konzervatorskim kabinetom z Ingresovimi risbami, celotno nadstropje je posvečeno delu Antoina Bourdella ter sobami za začasne razstave. Musée Ingres je tudi spremenil ime in postal muzej Ingres-Bourdelle, s čimer se je poklonil obema umetnikoma, ki sta se v mestu rodila.
Po 36 mesecih dela in 13,1 milijona naložb muzej Ingres-Bourdelle ponovno odprl vrata za javnost 13. decembra 2019. Ta ambiciozna prenova, ki je bila zaupana arhitekturni agenciji Bach Nguyen, zgodovinskemu muzeju omogoča, da se je postavil ob bok največjim francoskim muzejskim ustanovam. Po funkcionalni reorganizaciji prostorov, preoblikovani muzeografiji, optimiziranih pogojih za ohranitev, predstavitvi zbirk in sprejem javnosti je muzej sodoben in popolnoma prenovljen.
Med Ingresovimi slikami v zbirki so:
- Joseph Ingres (1804)
- Jean-François Gilibert (1804)
- Lorenzo Bartolini (1805)
- Ossianove sanje (1813)
- Kristus daje ključe sv. Petru  (1820)
- Roger Freeing Angelica (1841 version)
- Madame Henri Gonse (1845–1852)
- Jezus med zdravniki (1862)

- Ingres –  Ossianove sanje
- Portret Madame Gonse
- Bourdelle – Zmaga Hartmannwillerkopf
- Bourdelle – Umirajoči kentaver